# Ravine Charpentier
La ravine Charpentier est une ravine française de l'île de La Réunion, un département d'outre-mer dans l'océan Indien. Elle abrite un cours d'eau qui traverse le territoire de Sainte-Marie puis le centre-ville de cette commune en s'écoulant du sud vers le nord après avoir pris sa source sur le plateau appelé plaine des Fougères.